# آزاد ماتیان
آزاد ماتیان (ارمنی: Ազատ Մաթյան; زاده ۱۹۴۲) شاعر، مترجم و استاد دانشگاه ارمنی‌تبار اهل ایران است. وی از ژوئن ۲۰۱۴ در گلندیل (کالیفرنیا) در ایالات متحده آمریکا سکونت دارد.

## زندگی‌نامه
در سال ۱۹۴۲ (۱۳۲۱) در تهران به دنیا آمد. پدرش «زادور» و مادرش «ساپت» نام داشت. تحصیلات ابتدایی و متوسطه را در شهر آبادان گذراند و فارغ‌التحصیل دانشکدهٔ زبان و ادبیات ارمنی دانشگاه اصفهان گشت. وی همچنین فارغ‌التحصیل بخشی ارمنی دانشکدهٔ زبان‌های زندهٔ دنیا پاریس و دانشکده تطبیقی دانشگاه سوربون (با درجه دکتری) می‌باشد.
آزاد ماتیان از سال ۱۹۷۲ (۱۳۵۱) در دانشکدهٔ زبان و ادبیات ارمنی دانشگاه اصفهان به تدریس مشغول است.
در سال ۲۰۰۲ (۱۳۸۱) وی به خاطر ترجمه این کتاب به کسب مدال طلا در گردهمایی نویسندگان ارمنی جهان در ارمنستان نائل گردید.
روبرت صافاریان مستند «فاصله دو کوچ» دربارهٔ شرح حال و آثار آزاد ماتیان ساخته است.

## کتابشناسی

### مجموعه اشعار
- «گل‌های کویر» (Անապատի ծաղիկներ) ‏ ۱۹۸۱
- «فصل بی انقطاع» (Չընդհատվող եղանակ) ‏ ۱۹۹۵
- (Աշխարհի գերբը) ‏ ۲۰۱۲

### ترجمه‌ها
وی در سال ۱۹۸۳ «فغان‌نامه گرگوار» (به ارمنی: «Մատյան Ողբերգության») نوشته گریگور نارکاتسی، مهم‌ترین شاعر سده‌های میانه ارمنی را به فارسی ترجمه کرده است و بخش اعظم دیوان حافظ و رباعیات خیام را به ارمنی برگردانده است.
- Օմար Խայամ, ۲۰۰۷
- Հաֆեզ, ۲۰۰۷
- Մատյան ողբերգության, ۱۹۸۳
- Նոր ժամանակներ, ۲۰۰۹
- Սովորական հրաշք, ۲۰۱۱

### تالیفات
- Ո՞վ է Չարենցը (Ա), ۱۹۸۳
- Ո՞վ է Չարենցը (Բ), ۲۰۱۲
- Վերադարձ դեպի, ۲۰۰۸
- Ծանոթագրություններ